# Eremochelis truncus
Eremochelis truncus är en spindeldjursart som beskrevs av Muma 1986. Eremochelis truncus ingår i släktet Eremochelis och familjen Eremobatidae. Inga underarter finns listade i Catalogue of Life.